# Tony Sylva
Tony Mario Sylva (17 de Maio de 1975) é um ex-futebolista senegalês que jogava como goleiro.

## Carreira
Imigrou ainda jovem do Senegal para a França, tendo começado sua carreira no Monaco em 1993. A partir dai construiu quase toda sua carreira no futebol francês, jogando pelo AC Ajaccio e Lille OSC. No final da carreira jogou no futebol turco, pelo Trabzonspor.

## Seleção nacional
Syla foi figura constante nas convocações da seleção senegalesa durante todo o inicio dos anos 2000 e titular no gol na Copa do Mundo de 2002 e as Copas Africanas de Nações de 2004 e 2006.
Na Copa do Mundo de 2002 foi figura importante na surpreendente campanha de Senegal que chegou ate as quartas de final, ganhando nas fases de grupo da França de Zidane por 1 X 0. 